# Gabriel Serényi

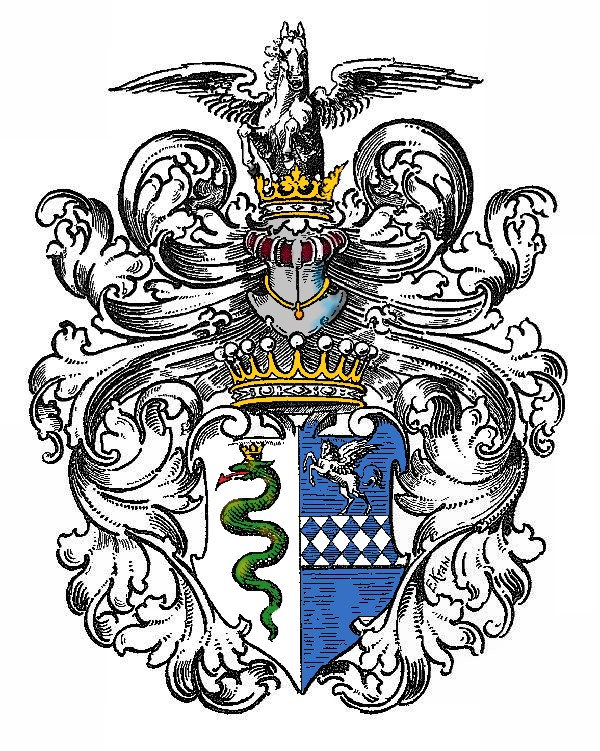
Familienwappen

Gabriel Graf Serényi von Kis Serény (* 1598 in Schloss Swietlau; † 6. Mai 1664 in Brünn) war ein mährischer Adliger, Kämmerer, Oberstlandrichter und Landeshauptmann.

## Leben
Er stammte aus dem Adelsgeschlecht Serényi von Kis-Serény. Seine Eltern waren Franz Serényi († 1621), ein aus Ungarn stammender Adliger, der 1593 unter den mährischen Landständen aufgenommen wurde und Dorothea geb. Jakusic von Orbowa. Gabriel Serényi diente in jungen Jahren in der kaiserlichen Armee. 1629 und 1630 wurde er in den mährischen Landtag gewählt. Er vertrat dort den Herrenstand des Hradischer Kreises in der Kommission zur Einrichtung des Kontributionswesens. Von 1641 mit Unterbrechung bis 1648 wirkte er als Kreishauptmann des Hradischer Kreises. Der Kaiser ernannte ihn am 11. April 1644 zum Oberstlandrichter, am 16. Dezember 1648 zum Oberstlandkämmerer Mährens und am 27. August 1651 zum kaiserlichen Kämmerer. Nach dem Amtsverzicht Graf Rottals bekleidete er seit 1655 das Amt des wirklichen Landeshauptmannes. Für seine Verdienste verlieh ihn Kaiser Ferdinand III. am 7. April 1656 den erblichen Grafenstand. 1629 kaufte er das Gut Luhatschowitz im Hradischer Kreis, 1648 die Herrschaft Millotitz im Hradischer Kreis, 1653 die Herrschaft Kumwald im Prerauer Kreis, sowie die Herrschaft Zlin im Hradischer Kreis sowie 1655 die Herrschaft Lomnitz im Brünner Kreis. Gabriel Serényi starb 1664. Den Stamm setzten seine beiden Söhne Franz Gabriel und Johann Karl fort. 

## Familie
Gabriel Serényi war mit Elisabeth Zahradecky geb. Freiin von Zahradek (1610–1665) verheiratet. Aus der Ehe gingen sechs Töchter und zwei Söhne hervor, darunter:
- Margarethe Serényi (* 1630), ⚭ Franz Horetzkhy von Hockha, Truchsess
- Franz Gabriel Serényi (* 1636; † 12. September 1677), Kämmerer
- Johann Karl Serényi (* 1640; † 5. Januar 1691), Hofkriegsrat